# Albrecht Krebs
Albrecht Krebs, né le 14 août 1943, est un pilote automobile allemand sur circuits à bord de voitures de sport. essentiellement en Tourisme. Architecte de formation, il est devenu constructeur dans le bâtiment immobilier.

## Biographie
Il commence sa carrière en course en 1969 au Nürburgring (sur des BMW 1600 et 2002, avec une victoire de classe T1.6L. lors des 300 kilomètres du Nürburgring), clôturant celle-ci en 1981 sur une Osella PA8 en championnat Interserie (encore quatrième au Nürburgring), et par l'obtention d'une coupe d'Allemagne des voitures de sport.
Il dispute aussi quelques courses de côte au début des années 1970, toujours en tourisme. En 1975 il termine troisième du Deutsche Rennsport Meisterschaft (le DRM, auquel il participe entre 1972 et 1979), sur BMW 3.5 CSL du team Schnitzer Motorsport (trois victoires, à Nürburgring, Hockenheim et Kassel-Calden): en course pour le titre jusqu'à la dernière manche, il doit abandonner sur des problèmes mécaniques, lors de la deuxième course disputée à Hockenheim. 
Il remporte les 1 000 kilomètres du Nürburgring en 1976 encore sur BMW 3.5 CSL de Schnitzer Motorsport, associé à l'Autrichien Dieter Quester, puis il participe quinze jours plus tard aux 24 Heures du Mans avec la même voiture, associé à Quester et au belge Alain Peltier (incendie à bord, sur BMW officielle également préparée par Schnitzer). En 1977, il entame sa saison par une troisième place lors des 24 Heures de Daytona sur Porsche 935, entre autres associé à Bob Wollek, grâce cette fois au Kremer Racing team.